# 謝梅連基
50°32′53″N 35°11′47″E / 50.54806°N 35.19639°E

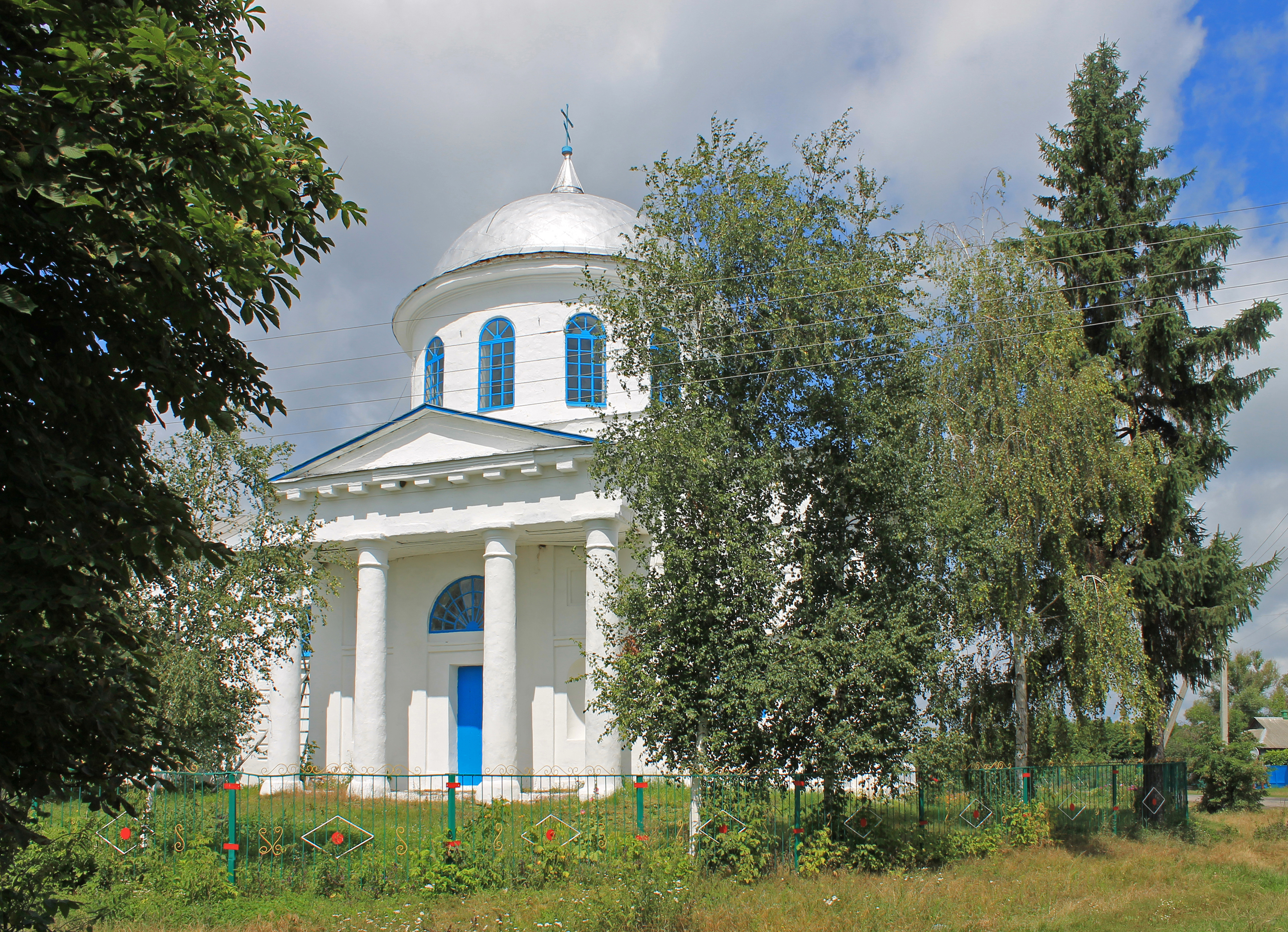

塞梅倫基（烏克蘭語：Семереньки）是位於烏克蘭東北部的村莊，由蘇梅州奥赫蒂尔卡区的特羅斯佳內茨市鎮負責管轄。該村處於傑爾諾瓦河右岸，分別距離傑爾諾韋2.5公里和布蘭齊夫卡4公里，海拔高度150米，2001年人口277。